# Соната для фортепіано № 1 (Шопен)
Соната для фортепіано № 1 Ф. Шопена, до мінор, op. 4 написана в 1827–1828 роках у Варшаві. На той час Шопен вивчав композицію з Йосипом Ельснером, соната, ймовірно, з'явилася як «річна робота» (твір, що демонструє професійні вміння), і була присвячена Ельснеру. Видавець отримав рукопис сонати в 1828 році, однак перший випуск був здійснений після смерті композитора.
Соната складається з чотирьох частин:
1. Allegro maestoso (c-moll)
2. Menuetto (Es-dur)
3. Larghetto (As-dur)
4. Finale: Presto (c-moll)